# The Two Faces of January
The Two Faces of January es una película de 2014 escrita y dirigida por Hossein Amini. Basada en la novela homónima de Patricia Highsmith, la película está protagonizada por Viggo Mortensen, Kirsten Dunst y Oscar Isaac. El rodaje tuvo lugar en localizaciones de Grecia y Turquía y en un estudio de Londres. La película se estrenó en febrero de 2014 en el Festival Internacional de Cine de Berlín.

## Reparto
- Viggo Mortensen como Chester MacFarland.
- Kirsten Dunst como Colette MacFarland.
- Oscar Isaac como Rydal.
- Yigit Ozsener como Yahya.
- Daisy Bevan como Lauren.
- David Warshofsky como Paul Vittorio.

## Producción
Hossein Amini escribió el guion, que también marcó su debut en el cine, Amini dijo que quería dirigir una adaptación de una novela durante los últimos 15 años. 
El rodaje comenzó en agosto de 2012 en Atenas, Creta, Estambul.

## Recepción
Tuvo críticas positivas, tiene un 81% en Rotten Tomatoes. En Metacritic tiene un 67/200 de 11 críticos.